# 白塔卷管螺
白塔卷管螺（学名：Etrema leukospiralis），是新腹足目卷管螺科Etrema属的一种。主要分布于台湾，常栖息在沙质海底。